# Heinz Renneberg
Karlheinz „Heinz” Renneberg (ur. 29 stycznia 1927 w Gelsenkirchen, zm. 21 października 1999 w Herne) – niemiecki wioślarz reprezentujący RFN, mistrz olimpijski.

## Kariera
Wystąpił w dwójkach bez sternika na igrzyskach olimpijskich w Helsinkach w 1952, gdzie odpadł w repasażach pierwszej rundy. Na rozgrywanych osiem lat później igrzyskach olimpijskich w Rzymie Wspólna Reprezentacja Niemiec w składzie: Bernhard Knubel, Heinz Renneberg i Klaus Zerta (sternik) wywalczyła złoty medal w dwójkach ze sternikiem. W finale o 1,03 sekundy wyprzedzili osadę ZSRR i o 5,44 sekundy osadę USA. 
Na arenie krajowej zdobył złote medale w latach 1951-52 i srebrny w 1953. Z zawodu był operatorem maszyn.